# CANARY (壊れた世界でカナリアは歌う)
『CANARY (壊れた世界でカナリアは歌う)』（キャナリー こわれたせかいでかなりあはうたう）は、TOSHI with 葉加瀬太郎名義のアルバム。TOSHIの通算5枚目のオリジナル・アルバムとなる。

## 概要
1997年のX JAPAN解散後初、およびBMGジャパン在籍最後のオリジナル・アルバムとなった本作は、ヴァイオリニストの葉加瀬太郎とコラボレーションした。
9曲目「Birthday Eve」は、前作『碧い宇宙の旅人』に収録された曲を、葉加瀬のリアレンジによりグランジ風に仕上げた。

## 批評
『CDジャーナル』は「生音重視のサウンドだが、なかにはサンバ・テイストまで盛り込んでたりと、元X JAPANの面影はまったくない。」と評した。

## 収録曲
編曲：葉加瀬太郎 with His Super Band（特記以外）／葉加瀬太郎・八卷誠（7）／葉加瀬太郎（11）
1. 壊れた世界でカナリアは歌う
  - 作詞：森雪之丞　作曲：葉加瀬太郎・MASUMI.K.R
2. 99年型のLOVE
  - 作詞：森雪之丞　作曲：葉加瀬太郎・山崎淳
3. 魔女狩り
  - 作詞：森雪之丞　作曲：葉加瀬太郎
4. 楽園は君と眠る場所
  - 作詞：森雪之丞　作曲：葉加瀬太郎・八巻誠
5. 黄昏を見つめて
  - 作詞・作曲：TOSHI・葉加瀬太郎
6. Natural High
  - 作詞：森雪之丞　作曲：TOSHI・葉加瀬太郎
7. Mirror
  - 作詞：TOSHI　作曲：葉加瀬太郎・MASUMI.K.R
8. 幻の少年
  - 作詞：TOSHI　作曲：葉加瀬太郎
  - 「さようなら」のカップリング曲。
9. Birthday Eve
  - 作詞：TOSHI　作曲：TOSHI・都留教博
10. LOVE SONG
  - 作詞・作曲：TOSHI
  - 表記無しだが、アルバムバージョンにて収録。
  - 「Natural High」のカップリング曲。
11. さようなら
  - 作詞・作曲：TOSHI

## レコーディング参加
- TOSHI：ボーカル
- 葉加瀬太郎：ヴァイオリン,ホイッスル,コーラス
  - 山崎淳：ギター
  - 大橋勇武：ギター
  - 沢田浩史：ベース
  - 小森啓資：ドラム
  - 松本圭司：キーボード
  - 竹上良成：サクソフォーン
  - 八巻誠：コンピュータ・プログラミング